# Кална-над-Гроном
Кална-над-Гроном (словац. Kalná nad Hronom) — село, громада округу Левіце, Нітранський край. Кадастрова площа громади — 34.13 км².
Населення 2064 особи (станом на 31 грудня 2018 року).

## Історія
Кална-над-Гроном згадується 1209 року.

## Географія
Протікають Дюрський потік і Улічка.

## Населення
| Рік:            | 1994. | 2004.   | 2014.   | 2024.   |
| --------------- | ----- | ------- | ------- | ------- |
| Кількість осіб: | 2074  | 2065    | 2071    | 2025    |
| Різниця:        |       | -0,43 % | +0,29 % | -2,22 % |

| Рік:            | 2023. | 2024.   |
| --------------- | ----- | ------- |
| Кількість осіб: | 2057  | 2025    |
| Різниця:        |       | -1,55 % |